# Nupserha longipennis
Nupserha longipennis är en skalbaggsart som beskrevs av Maurice Pic 1926. Nupserha longipennis ingår i släktet Nupserha och familjen långhorningar.
Artens utbredningsområde är Tibet. Inga underarter finns listade i Catalogue of Life.